# Jardin botanique de Saint-Pétersbourg
Le jardin botanique de Saint-Pétersbourg, officiellement jardin botanique de l'Institut de botanique Komarov (en russe : Ботанический сад Ботанического института им. В. Л. Комарова РАН), est le plus ancien jardin botanique de Russie. Il dépend administrativement de l'institut botanique Komarov qui lui-même dépend de l'académie des sciences de Russie. Il comprend plus de quatre-vingt mille spécimens et s'étend sur plus de 18 hectares.

## Historique

### Les débuts
Le jardin a été fondé à l'origine au XVIIIe siècle comme jardin apothicaire, sur l'île recevant donc le même nom, par un oukaze du 11 (22) février 1714 de Pierre le Grand. Il présentait une collection d'herbes médicinales. Au fil des ans, son territoire s'agrandit. Il mesurait 640 mètres sur 425 mètres à l'époque de Catherine II. C'est alors que l'on construit une maison en bois pour le professeur de botanique servant de résidence d'été au président du collège de médecine. L'espèce Spiraea ulmaria est cultivée avec soin pour ses qualités curatives. Plusieurs botanistes de renom parmi lesquels Buxbaum (1693-1730) ou Siegesbeck (1686-1755) viennent y travailler et enrichir la collection après des excursions botaniques dans le pays. Laurentius Blümentrost (1692-1755), médecin à la cour, le dirige également, ainsi qu'Ivan Lepekhine au tournant du XVIIIe siècle et du XIXe siècle.

### XIXesiècle
En 1823, le jardin qui comprend deux sections (botanique et médicinale), se trouve dans un état piteux, lorsque le comte Kotchoubeï, ministre de l'Intérieur, décide de le restaurer et d'en faire un jardin scientifique. C'est Fischer qui est chargé de présenter les nouveaux plans à Alexandre Ier. Le jardin apothicaire est rebaptisé jardin botanique impérial et ne comprend plus qu'un vaste ensemble. Fischer, qui le dirige, appelle à son service Franz Faldermann (1799-1838). La vocation du jardin devient avant tout de conservation et d'étude scientifique. Plus de quinze mille plantes vivantes sont conservées après la restauration de 1823.

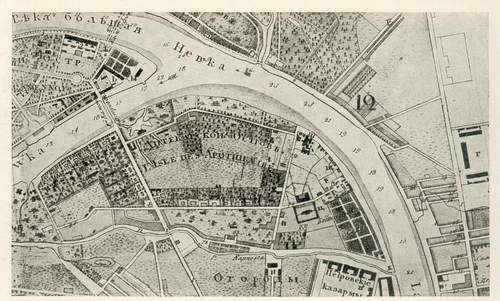
Plan de l'île des Apothicaires en 1843 avec le jardin botanique

Le jardin passe sous l'administration du ministère de la Cour impériale en 1830, ce qui lui permet d'augmenter son allocation annuelle. En 1843, il s'agrandit et a pour but également la conservation et la physiologie des espèces et son allocation annuelle passe à 54 045 roubles-argent. Fischer (mis à la retraite en 1850) est remplacé en 1851 par Meyer qui demeure en fonction jusqu'à sa mort, le 13 février 1855. Ensuite sa fonction est partagée en deux: un directeur administratif est nommé chargé de l'horticulture et de la gestion et qui ne dépend plus du directeur du jardin. Cette nouvelle fonction est supprimée en 1866. Eduard von Regel en est le titulaire.
En 1863, le jardin impérial ne dépend plus du ministère de la Cour, mais du ministère des biens nationaux et il est placé sous le patronage du grand-duc Nicolas et sous la tutelle de l'académie impériale des sciences. Son allocation est portée à 60 093 roubles-argent en 1863. Il est dirigé par Ernst Rudolf von Trautvetter (1809-1889) à partir de 1864 qui reprend le poste officiel de directeur en 1866, selon le nouveau statut. Trois botanistes-en-chef jouent un rôle important à cette époque: Regel, Rozanov (mort en 1870) et Maximowicz. Le conservateur-adjoint du musée et laboratoire d'histoire naturelle, Alexandre Bataline (1847-1896), nommé en 1870, joue aussi un rôle important. C'est à cette époque également que collaborent au jardin Franz Josef Ruprecht ou Peter von Glehn. Cependant le jardin impérial n'a pas encore les moyens de financer des expéditions botaniques et ce sont d'autres sociétés savantes qui enrichissent les collections, ou bien des personnes privées.
C'est ainsi qu'Alexandre Becker (qui habite à Sarepta) prend part à des expéditions annuelles dans les steppes de la Volga, au Daghestan ou en Turkménie pour rapporter des spécimens. De même, le jardin commence à recevoir à partir de 1869 des collectes d'explorateurs en Amérique, comme Severtsov, qui voyage aussi au Turkestan, ou bien Przewalski qui offre ses services et ses collections après son expédition de Mongolie en 1871.

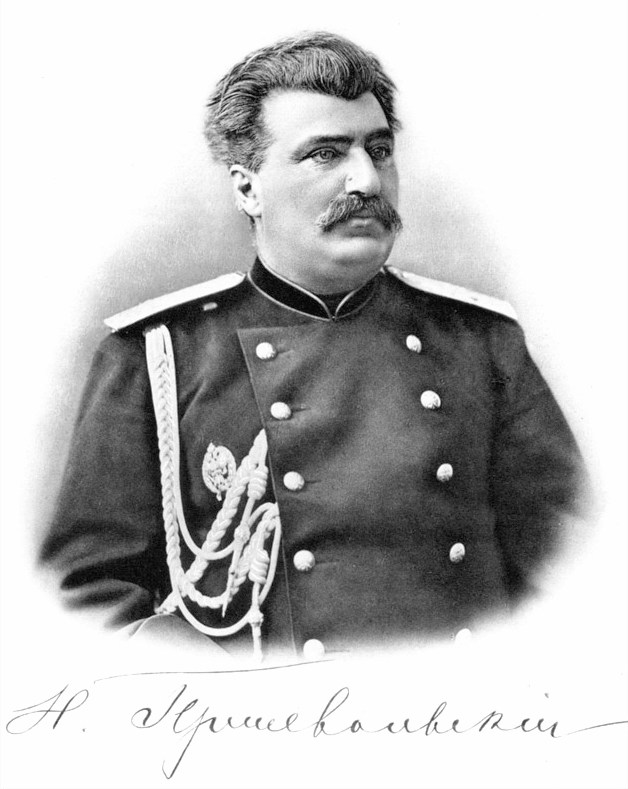
Portrait de Przewalski

Le jardin participe à l'exposition universelle de Vienne de 1873 et le botaniste-en-chef Regel est envoyé comme expert. Dès lors le jardin impérial participe à de nombreuses expositions et reçoit des médailles. Schmalhausen (1849-1894) devient conservateur-adjoint en 1877, année de l'ouverture d'un laboratoire de semences avec l'aide du professeur allemand Nobbe de Tharandt qui est en correspondance avec Bataline. Alfred Russel Wallace fait aussi parvenir des espèces tropicales américaines. Schmalhausen est remplacé en 1879 par Winckler venant du jardin botanique de Dorpat. Le jardin s'enrichit à l'époque d'espèces chinoises et mongoles grâce à Przewalski. Après la mort de Trautwetter et la retraite de Maximowicz, Bataline devient directeur du jardin impérial en 1892. Il organise des séminaires botaniques et des leçons publiques. C'est le premier directeur russe du jardin. En 1894, une école d'horticulture ouvre ses portes et la serre est réaménagée pour l'exposition internationale d'agriculture la même année. Le jardin participe à l'exposition pan-russe de Nijni Novgorod de 1896. Arthur Iatchevski (1863-1932) inaugure en 1901 une station phitopathologique, renommée bureau de mycologie et de phitopathologie en 1907. Le jardin est rebaptisé jardin impérial Pierre-le-Grand en 1913. Son dernier directeur avant la révolution est Alexandre von Waldheim (1896-1917).

### Liens externes

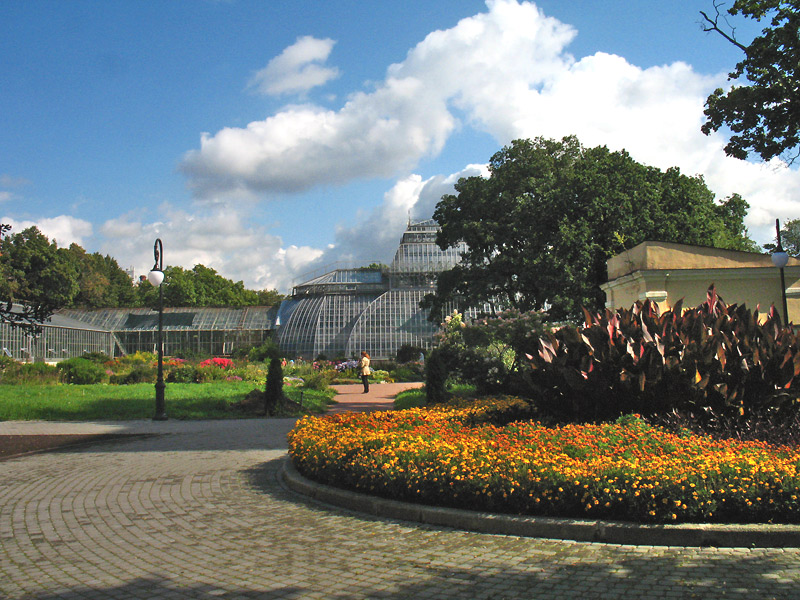
Vue de la section de l'orangerie avec sa série de serres

### XXesiècle
Le jardin devient le « jardin principal de la république socialiste fédérative soviétique de Russie » en 1918. Son objet est l'étude de la flore et de la photosynthèse et la multiplication des espèces. Toutes les anciennes serres impériales et les parcelles privées de l'île des Apothicaires sont placées sous son administration. Il est renommé « jardin principal d'URSS » en 1925 et mis sous la dépendance de l'académie des sciences d'URSS cinq ans plus tard, en lien avec l'institut de botanique en 1931. Son directeur en est Sergueï Sokolov de 1938 à 1944 et de 1948 à 1958. Le jardin souffre durablement des bombardements allemands pendant le siège de Léningrad (1941-1944). Des 6 367 espèces des serres d'avant la guerre, seules 831 survivent.

## Aujourd'hui

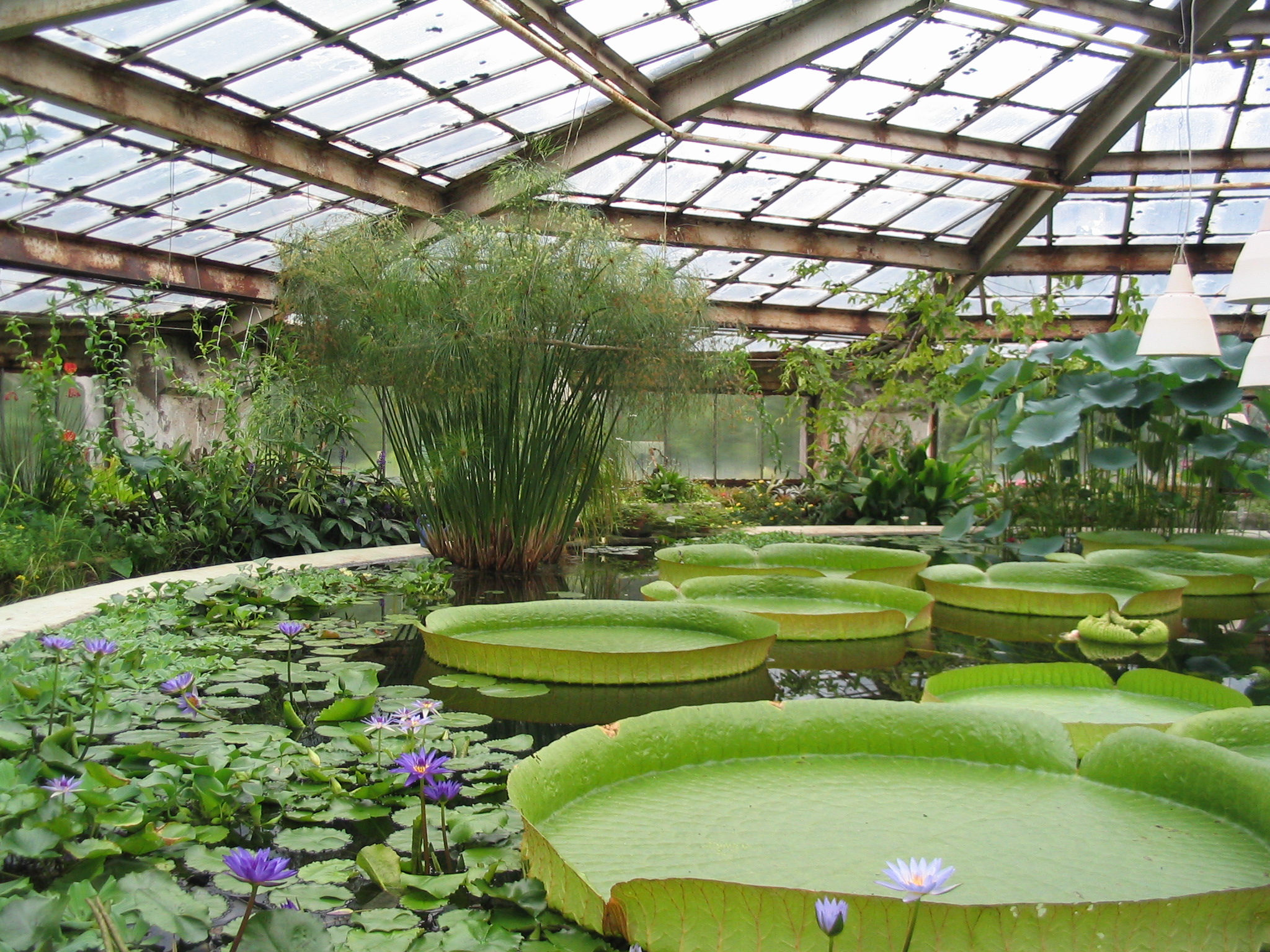
La serre no 28 avec les nénuphars géants Victoria amazonica

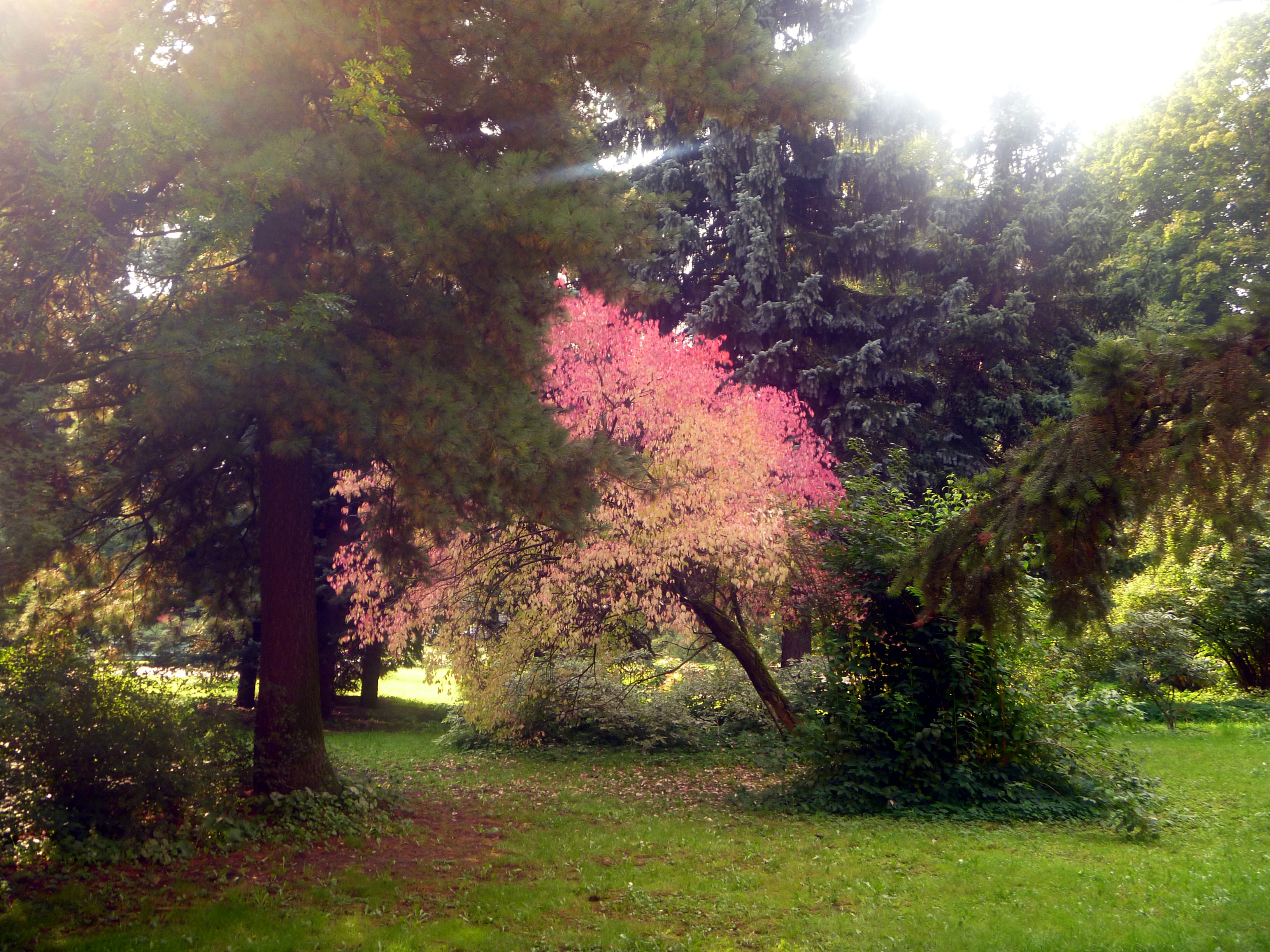
Détail du parc

La section de l'orangerie regroupe plusieurs serres représentant une étendue d'un hectare et une longueur d'un kilomètre. Elles sont numérotées de un à vingt-huit bien que le no 5 et le no 25 n'existent pas. On trouve les collections d'azalées et de bruyères au no 6; les fougères au no 15; les cactus et autres succulentes au no 16; diverses plantes tropicales au no 18; tandis que la grande serre des palmiers qui mesure 23,5 mètres de hauteur et abrite également les orchidées au no 26; et la serre no 28 expose des nénuphars dont les fameux nénuphars géants Victoria amazonica. La floraison nocturne du cactus Selenicereus grandiflorus (cultivé depuis 1857) est un événement public annoncé aux médias en juin-juillet.
La rangée des serres entoure en cercle le jardin nord et le jardin sud. C'est dans le jardin nord que l'on trouve une collection impressionnante d'iridacées et de plantes à bulbe incluant des aulx que Regel aimait particulièrement étudier et qu'il rapporta d'aussi loin que l'Extrême-Orient russe. Une soixantaine d'espèces qu'il a identifiées portent son nom, comme Allium giganteum Regel, ou Allium rosenbahianum Regel. Il leur consacra deux monographies.
Le parc comprend un petit jardin de rocailles datant de la fin du XIXe siècle, en face de la grande serre des palmiers; ainsi qu'un arboretum, ou dendrarium, sur une surface de 0,16 km2, arrangé en partie en jardin à l'anglaise et en partie en jardin à la française. Le parc, contrairement aux serres, est fermé au public du 1er octobre au 8 mai. Il ne se trouve qu'à 1,5 m au-dessus du niveau de la mer, et a souvent souffert d'inondations.
L'herbarium, bâti en 1913, se trouve en face de l'entrée principale, le musée botanique, à la place de ce qui aurait dû être la serre no 5.

## Illustrations

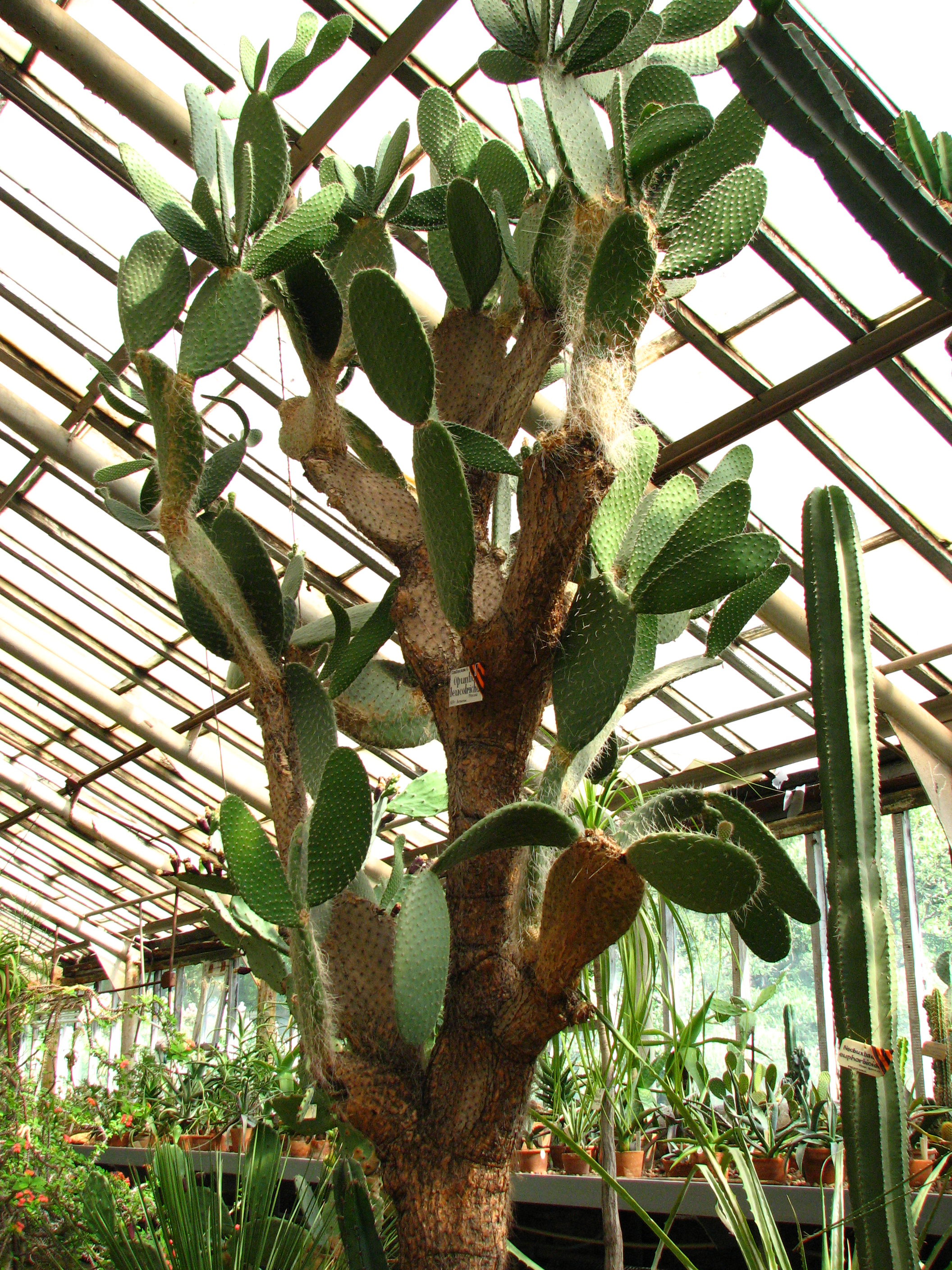
Opuntia leucotricha, spécimen âgé de plus de quatre-vingts ans
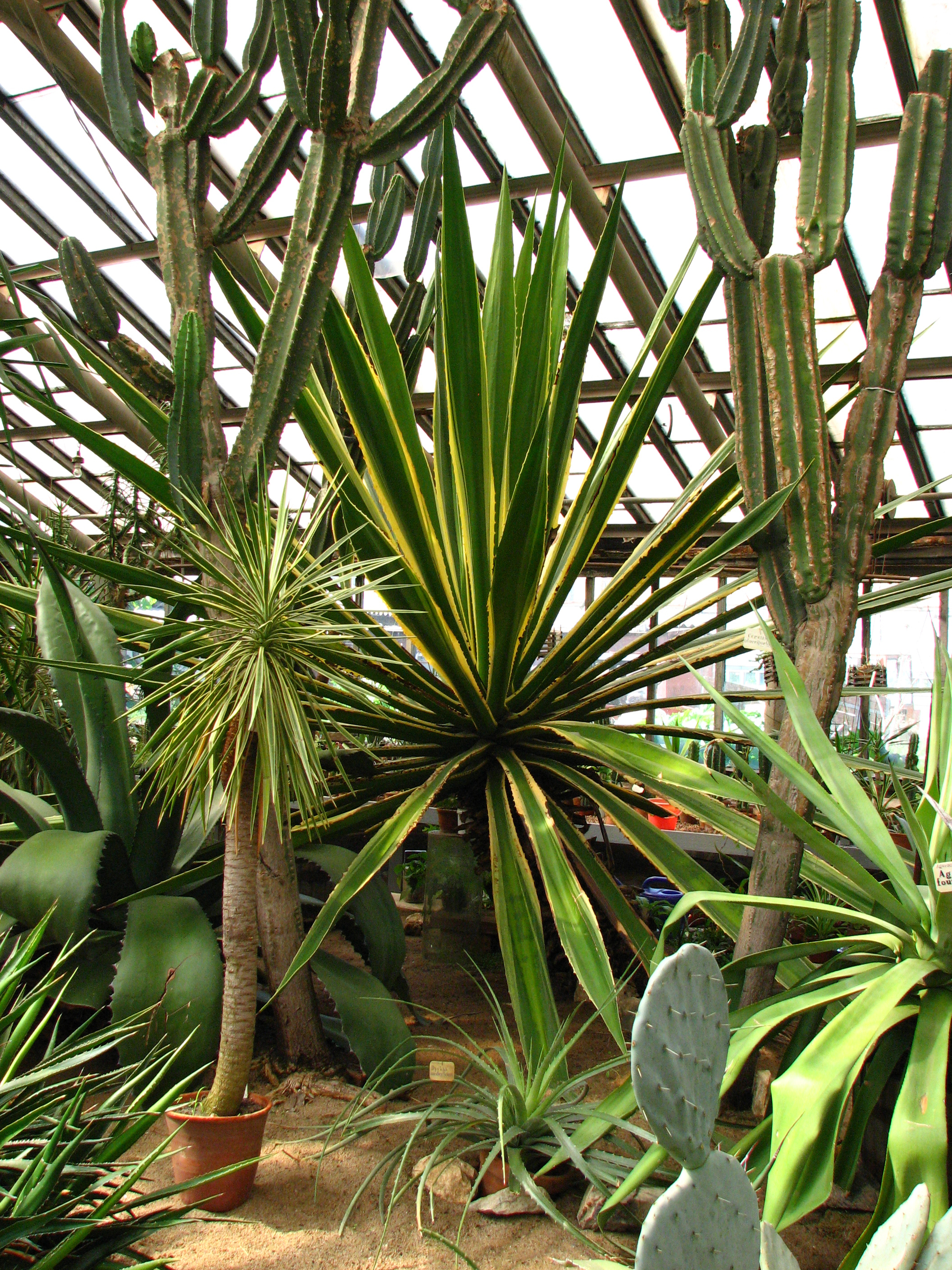
Détail de la serre no 16 des succulentes et des cactus avec des cactus-cierges
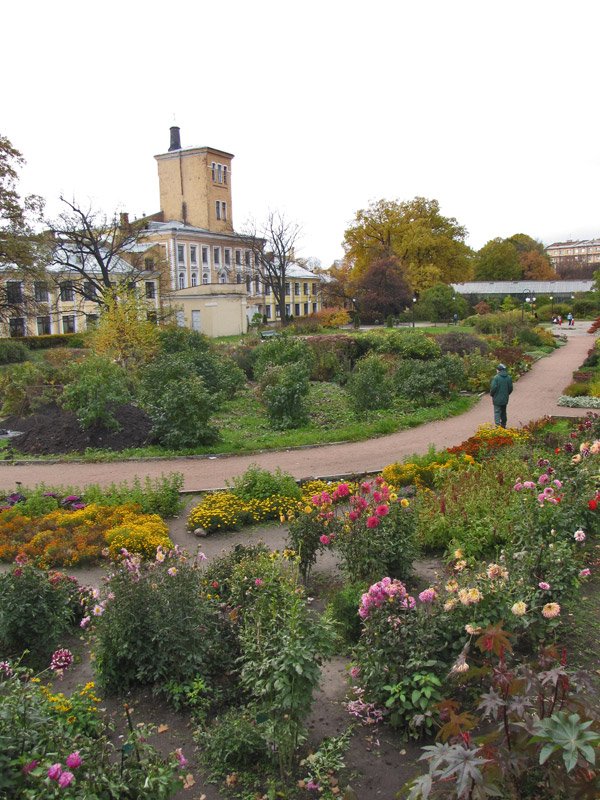
Vue d'une partie du jardin en septembre 2010 avec au fond la bibliothèque devant la collection des aulx
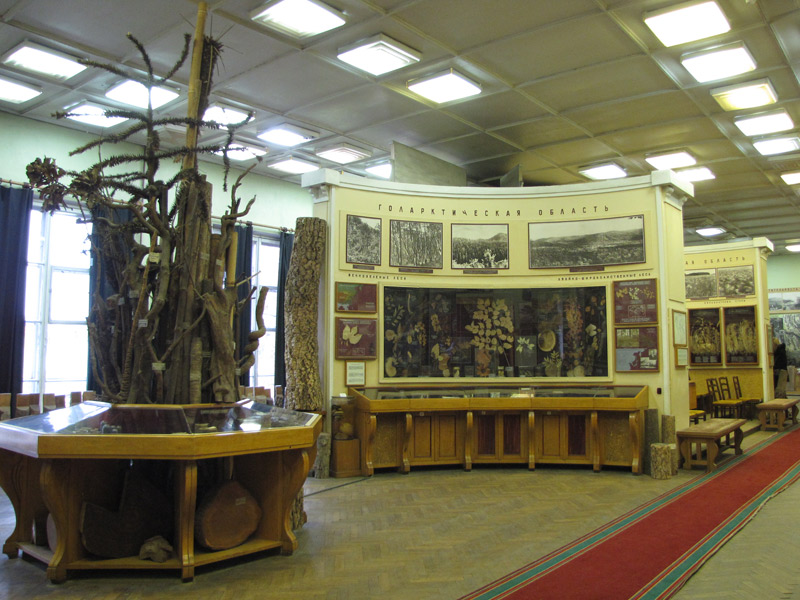
Vue d'une des salles du musée botanique

## Notes et références

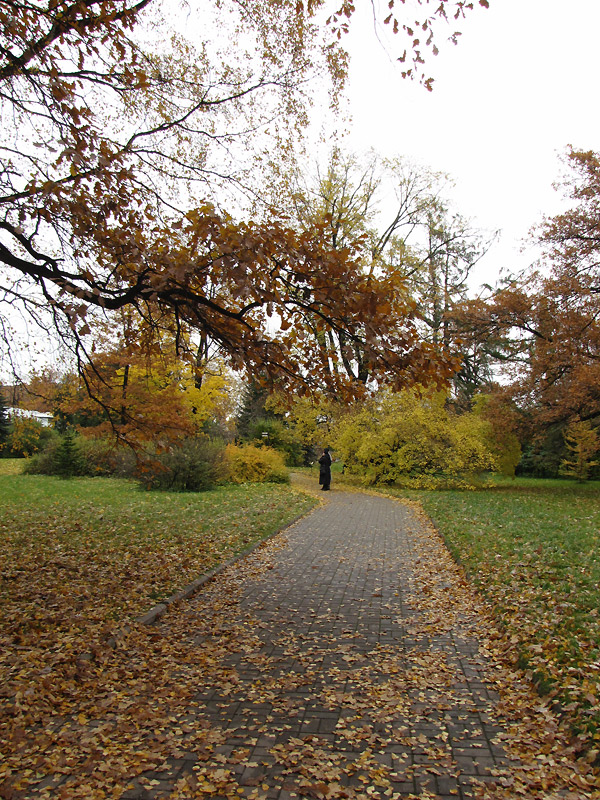
Allée en automne